# Liste der Kulturdenkmäler in Steimel
In der Liste der Kulturdenkmäler in Steimel sind alle Kulturdenkmäler der rheinland-pfälzischen Ortsgemeinde Steimel einschließlich des Ortsteils Weroth aufgeführt. In den Ortsteilen Alberthofen und Sensenbach sind keine Kulturdenkmäler ausgewiesen. Grundlage ist die Denkmalliste des Landes Rheinland-Pfalz (Stand: 9. Februar 2023).

## Einzeldenkmäler
| Bezeichnung   | Lage                         | Baujahr         | Beschreibung                                                     | Bild            |
| ------------- | ---------------------------- | --------------- | ---------------------------------------------------------------- | --------------- |
| Haus Neitzert | Steimel, Lindenallee 10 Lage | 1730            | barocker Mansarddachbau, im Dachwerk bezeichnet 1730             | Fotos hochladen |
| Wohnhaus      | Weroth, Bergstraße 7 Lage    | 19. Jahrhundert | Fachwerkhaus, teilweise massiv und verschiefert, 19. Jahrhundert | BW              |
| Wohnhaus      | Weroth, Bergstraße 12 Lage   | 18. Jahrhundert | Fachwerkhaus, teilweise massiv und verschiefert, 18. Jahrhundert | Fotos hochladen |
| Quereinhaus   | Weroth, Udertsweg 1 Lage     | 19. Jahrhundert | Fachwerk-Quereinhaus, teilweise massiv, 19. Jahrhundert          | Fotos hochladen |